# Francis Chichester
Sir Francis Chichester KBE (* 17. September 1901 in Barnstaple, Devon; † 26. August 1972 in Plymouth) war ein bekannter britischer Weltumsegler, er war ferner ein Autor und Pilot.

## Leben

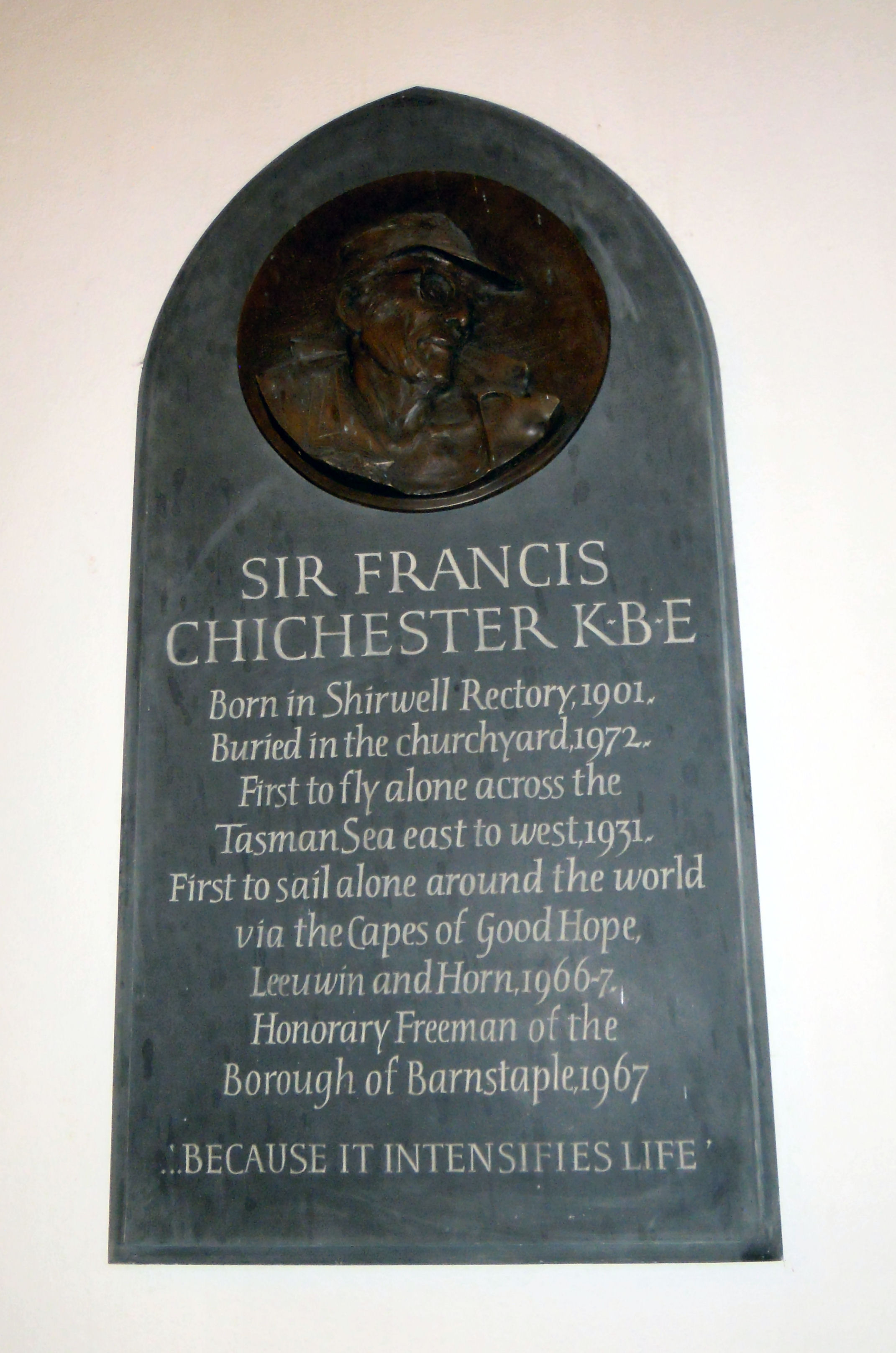
Gedenktafel in der St Peter’s church, Shirwell (Devon)

Sir Francis Chichester wurde 1901 als Sohn eines Geistlichen im westlichen England geboren. Nachdem er sich in Neuseeland als Goldgräber und Farmer versucht hatte, kehrte er 1929 in seine Heimat zurück und wandte sich der Fliegerei zu. 1931 unternahm er einen Flug von England nach Australien. Wenig später überflog er, als erster Mensch, die Tasmansee. 1945 gründete er in London eine kartographische Anstalt und widmet sich mehr und mehr dem Hochseesport. Im Jahr 1960 war er Mitinitiator der ersten Transatlantik-Regatta OSTAR. Ende der 1950er Jahre wurde bei ihm Krebs diagnostiziert, die Ärzte gaben ihm noch wenige Monate.

### Weltumseglung
Trotz seiner Krankheit unternahm er 1966 mit der Ketsch Gipsy Moth IV eine Einhand-Weltumseglung. Er startete am 27. August 1966 in Plymouth in einem von John Illingworth konstruierten Boot und kehrte nach neun Monaten und einem Tag am 28. Mai 1967 zurück. Die Weltumseglung bewältigte er mit nur einem Stopp in Sydney. Er gilt als letzter „Seeheld“ Großbritanniens. In London wurde ein Weg nach ihm benannt, der „Francis-Chichester-Way“.
Zu seiner Heimkehr wurde die Tower Bridge zeremoniell geöffnet. Chichester wurde für diese Fahrt von Elisabeth II. zum Knight Commander des Order of the British Empire geschlagen. Das dazu verwendete Schwert gehörte ursprünglich dem Seefahrer Sir Francis Drake, dem ersten Briten, der die Welt umsegelt hat. In Großbritannien wurde 1967 eine Briefmarke herausgebracht, die Chichester auf der „Gipsy Moth IV“ zeigt.
Die erste Einhandweltumseglung führte Joshua Slocum im 19. Jahrhundert durch, für die er jedoch drei Jahre benötigte und viele Stopps einlegte. Seine Yacht hieß Spray.

### Familie
Chichester war Vater des konservativen britischen Europaabgeordneten Giles Chichester.

## Werke
- Solo to Sydney (1931)
- Alone Across the Atlantic (1961)
- The Lonely Sea and the Sky (1964)
- Gipsy Moth Circles the World (1967)